# Regierung Zdeněk Fierlinger I
Die Regierung Zdeněk Fierlinger I, auch Kaschauer Regierung (tschechisch Košická vláda) beziehungsweise provisorische Regierung Fierlinger genannt, war die erste Regierung der Tschechoslowakei, die nach dem Zweiten Weltkrieg auf dem Territorium des Landes regieren konnte. Sie amtierte vom 5. April bis zum 6. November 1945. Ministerpräsident war der Sozialdemokrat Zdeněk Fierlinger. Sie folgte der Exilregierung Jan Šrámek II und wurde ersetzt durch die Regierung Zdeněk Fierlinger II.

## Zustandekommen
Im März 1945 trafen sich in Moskau Vertreter der tschechoslowakischen Londoner Exilregierung mit führenden Funktionären der Kommunistischen Partei der Tschechoslowakei, unter anderem Klement Gottwald. Hier wurde nicht nur die Zusammensetzung der künftigen Regierung besprochen, sondern vor allem ihre Aufgaben, die im Regierungsprogramm, dem sogenannten Kaschauer Programm festgehalten wurden, der mit Billigung des Exilpräsidenten Edvard Beneš eine deutliche außenpolitische wie wirtschaftliche Orientierung auf die Sowjetunion festschrieb und die Stellung der kommunistischen Partei unterstrich.
Nach der Meinung von Präsident Beneš sollte die neue Regierung erst auf dem befreiten Gebiet der Tschechoslowakei zustande kommen (bis dahin sollte die Londoner Exilregierung im Amt bleiben), sie sollte als Regierung der Nationalen Front gebildet werden, und sie sollte provisorisch bleiben, bis die Verhältnisse geklärt sind und Wahlen stattfinden.
Die Regierung wurde am 5. April 1945 in Košice (Kaschau) in der Ostslowakei ins Amt eingeführt, nachdem dieses Gebiet bereits befreit war. Hier wurde das zuvor ausgearbeitete Kaschauer Programm als Regierungsprogramm angenommen und der bisherige Botschafter der Londoner Exilregierung in Moskau, der Sozialdemokrat und spätere Kommunist Zdeněk Fierlinger, zum Ministerpräsidenten ernannt. Edvard Beneš blieb nach wie vor Präsident.

## Programm: Grundsteine der weiteren Entwicklung
Diese erste Regierung Fierlingers regierte zwar nur wenige Monate, doch sie prägte die künftige Entwicklung des Landes. Es waren vor allem sechs Gesetze, die zwar entsprechend den Vorgaben des Kaschauer Programms durch die Regierung eingebracht, jedoch auf Wunsch des Präsidenten als Dekrete des Präsidenten erlassen wurden und somit nicht auf parlamentarischem Weg verabschiedet werden mussten:
- Mit den Dekreten Nr. 12 und 21 (vom 21. Juni 1945 bzw. vom 20. Juli 1945) wurde die erste Phase der Bodenreform eingeleitet. Etwa 2,946 Mio. Hektar Grund und Boden (samt landwirtschaftlichen Gebäuden) wurden konfisziert; 1,22 Mio. Hektar wurden an Kleinwirte oder Bauern ohne Besitz verteilt, der Rest fiel dem Staat zu. Ein großer Teil dieser Fläche lag im Grenzgebiet, also im ehemaligen Sudetenland. Deshalb konnte auch behauptet werden, das an Tschechen und Slowaken verteilte Land sei „Deutschen, Ungarn, Kollaborateuren und Verrätern“ genommen worden. Gleichzeitig konnten so die infolge der Vertreibungen oft fast menschenleeren Grenzgebiete neu besiedelt werden.

- Mit den Dekreten Nr. 100, 101, 102 und 103 (alle vom 24. Oktober 1945) wurden wesentliche Teile der Industrie und des Finanzkapitals verstaatlicht. Dies betraf Bergwerke und einige Industriebetriebe sowie alle Banken und Versicherungen. 3348 Betriebe mit 55,3 % der Industriebeschäftigten, die etwa zwei Drittel der Produktion erzeugten, wurden mit weiteren kleineren Betrieben der Regierungsverwaltung unterstellt.

Die volkswirtschaftlichen Veränderungen hatten weitreichende Folgen auch für die soziale Struktur; durch die Enteignungen kam es zu großen Eigentumsverschiebungen, wodurch die unteren sozialen Schichten zunächst ihre Stellung verbessern konnten.  Diese Maßnahmen wurden durch die folgende Regierung Zdeněk Fierlinger II fortgesetzt.

## Regierungszusammensetzung
Die Regierung Zdeňek Fierlinger I. befand sich vom 5. April bis zum 6. November 1945 auf dem Gebiet der (befreiten) Tschechoslowakei im Amt und setzte sich aus folgenden Regierungsmitgliedern zusammen:
- Zdeněk Fierlinger (ČSDSD): Premierminister
- Josef David (ČSNS): stellvertretender Premierminister
- Klement Gottwald (KSČ): stellvertretender Premierminister
- Viliam Široký (KSS): stellvertretender Premierminister
- Jan Šrámek (ČSL): stellvertretender Premierminister
- Ján Ursíny (DS): stellvertretender Premierminister
- Jan Masaryk (parteilos): Außenminister
- Ludvík Svoboda (parteilos): Verteidigungsminister
- Hubert Ripka (ČSNS): Minister für Außenhandel
- Václav Nosek (KSČ): Innenminister
- Vavro Šrobár (DS): Finanzminister
- Zdeněk Nejedlý (KSČ): Bildungsminister
- Jaroslav Stránský (ČSNS): Justizminister
- Václav Kopecký (KSČ): Informationsminister
- Bohumil Laušman (ČSDSD): Industrieminister
- Július Ďuriš (KSS): Landwirtschaftsminister
- Ivan Pietor (DS): Handelsminister
- Antonín Hasal (parteilos): Verkehrsminister
- František Hála (ČSL): Postminister
- Jozef Šoltész (KSS): Minister für Soziales und Arbeit
- Adolf Procházka (ČSL): Gesundheitsminister
- Václav Majer (ČSDSD): Ernährungsminister
- Vladimír Clementis (KSS): Staatssekretär im Außenministerium
- Mikuláš Ferjenčík (parteilos): Staatssekretär im Verteidigungsministerium
- Ján Lichner (DS): Staatssekretär im Ministerium für Außenhandel

Während der Amtszeit kam es zu keinen personellen Änderungen.

### Parteizugehörigkeit
Die Parteizugehörigkeit wurde bereits im Artikel I. des Regierungsprogramm präjudiziert. Die Regierung der Nationalen Front wurde dort definiert als die Regierung „aller sozialen Bestandteile und politischer Richtungen, die im Inland wie im Ausland den nationalen Befreiungskampf für die Niederwerfung der deutschen und ungarischen Tyrannei geführt haben“. Dies führte dazu, dass bereits im Vorfeld einige Parteien nicht in die Nationale Front aufgenommen wurden und somit in der Regierung nicht vertreten waren.
Der Regierung gehörten bis auf wenige Ausnahmen (einige slowakische Politiker) Angehörige des politischen Exils. Sie vertraten insgesamt sechs politische Parteien:
- vier slowakische Kommunisten der Komunistická strana Slovenska (KSS)
- drei tschechische Kommunisten der Komunistická strana Československa (KSČ)
- drei Sozialdemokraten der Československá sociálně demokratická strana dělnická (ČSDSD)
- drei Volkssozialisten der Československá strana národně socialistická (ČSNS)
- drei slowakische Demokraten der Demokratická strana (DS)
- zwei Mitglieder der katholischen Volkspartei Československá strana lidová (ČSL)

Daneben gab es noch einige parteilose Regierungsmitglieder. Die 1939 gegründete Kommunistische Partei der Slowakei KSS war formell eine selbständige, der gesamttschechoslowakischen KSČ nicht untergeordnete Partei, während es für die Länder Böhmen und Mähren keine gesonderte („tschechische“) kommunistische Partei gab.